# Steirerschuld
Steirerschuld (ursprünglicher Arbeitstitel Steirerkunst) ist der zehnte Teil der österreichischen Landkrimi-Filmreihe in der Steiermark aus dem Jahr 2023 von Wolfgang Murnberger. Bei dem Film handelt es sich um die Fortsetzung von Steirerblut (2014), Steirerkind (2018), Steirerkreuz (2019), Steirerwut (2020), Steirertod und Steirerrausch (beide 2021) sowie Steirerstern, Steirergeld (beide 2022) und Steirerangst (2023). Das Drehbuch von Wolfgang und Maria Murnberger basiert auf den Figuren aus Claudia Rossbachers Steirerkrimis.

## Handlung

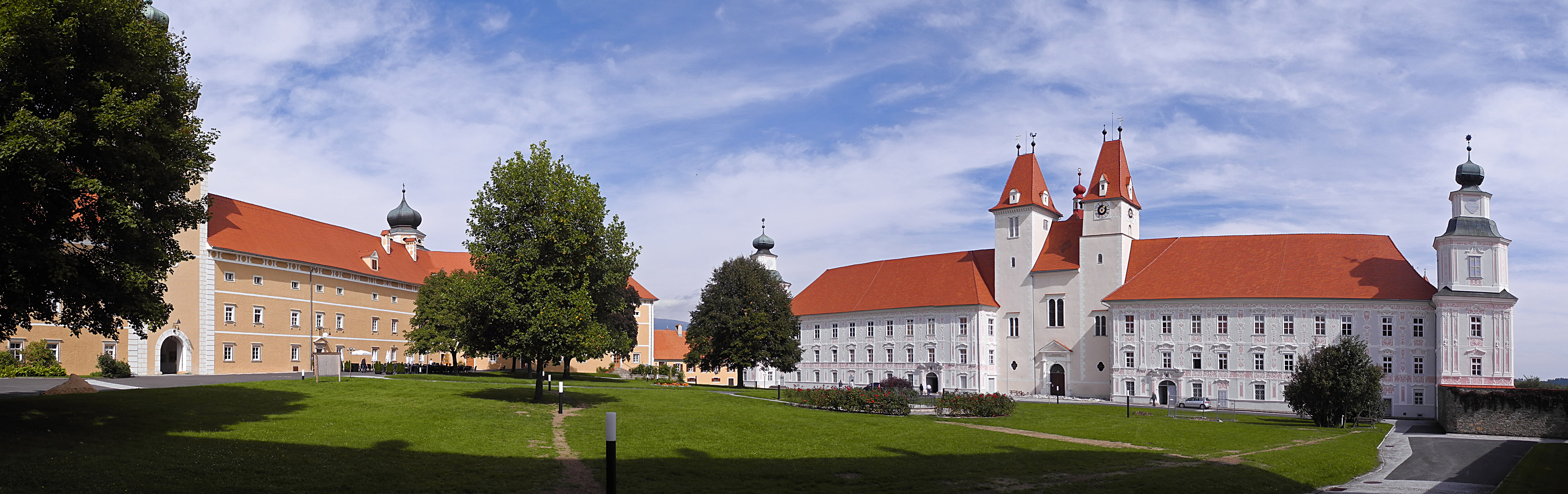
Einer der Drehorte: Das Augustiner-Chorherrenstift Vorau

In diesem Fall untersuchen Sascha Bergmann vom LKA Graz und dessen Kollegin Anni Sulmtaler den Tod einer jungen Frau, die vom Novizen Clemens am Fuß einer Treppe in der Klosterbibliothek gefunden wird. Beim Opfer handelt es sich um die 25-jährige Kunstgeschichtestudentin Lara Babic, die im Zuge ihrer Masterarbeit auf der Suche nach versteckten Zeichen in mittelalterlichen Buchmalereien der Abtei war. Unter ihren Nägeln finden sich fremde Hautpartikel, diese lassen auf einen Kampf und somit einen Mord schließen. 
Anni Sulmtaler war eine Schulkollegin des Novizen Clemens, sie besuchten gemeinsam das Gymnasium. Lara wohnte bei ihrer Mutter Dragana Babic. Ihr Vater war in den Jugoslawienkriegen und wurde für tot erklärt, Dragana flüchtete 1996. Die Obduktion ergibt als Todesursache einen Schädelbasisbruch infolge des Treppensturzes.
Zu den Verdächtigen zählt Prior Gregor, der Lara als Letzter gesehen hatte. Sein Alibi ist lediglich der senile Pater Willibald. Rüdiger Vogt ist ein Mäzen des Klosters, der unter anderem Konzerte im Kloster organisierte. Vogt gibt an, Lara nicht gekannt zu haben. Magistra Karin Kramer war ebenfalls auf jenem Konzert, in dessen Pause Lara ums Leben kam. Bei Lara wurde ein historisches Blatt mit einem der Zehn Gebote aus dem von Kramer katalogisierten Nachlass des Klosters Heiligenfeld gefunden.
Im Klosterarchiv findet Sulmtaler einen Zeitungsartikel und Fotos vom 3. März 1996 über die Ankunft von Flüchtlingen aus Jugoslawien, darunter befand sich auch Laras Mutter. Lara wurde allerdings erst 1997 geboren, Dragana war bei ihrer Ankunft noch nicht schwanger und gesteht, dass Prior Gregor Laras Vater ist. Prior Gregor gibt zu, dass Lara herausgefunden hatte, dass er ihr Vater ist.
Lara hatte einen Ausstellungskatalog des Klosters Heiligenfeld einer Ausstellung aus dem Jahr 1990 bestellt, darin findet sich eine Aufnahme eines Stundenblattes aus dem Heiligenfelder Psalter. Das Original findet sich in einem Bilderrahmen bei Vogt, er hatte formal drei Stundenblätter gegen eine Spende von 450.000 Euro vom Kloster „geschenkt“ bekommen, um Meldepflichten zu umgehen. Lara hatte herausgefunden, dass Stundenblätter aus dem Heiligenfelder Psalter fehlten. In Laras Notizen findet Sulmtaler einen Code, bestehend aus der liegenden 69 für das Tierkreiszeichen Krebs, KW26 für Kalenderwoche 26 und der Buchstabenfolge „DEFG“, wobei die Buchstaben für Wochentage, beginnend mit Sonntag, stehen und somit für Mittwoch, Donnerstag, Freitag und Samstag. Damit wird ein viertes Stundenblatt vermisst.
Ein Abgleich der Fremd-DNA vom Fingernagel des Opfers mit der DNA der Klosterbrüdern ergibt keine Überstimmung. In der Kunstgalerie Pallfy wurden neun der Zehn Gebote zum Verkauf angeboten, das weitere Gebot wurde blutgetränkt beim Opfer gefunden. Überbringer ist Benjamin Kramer, der Adoptivsohn von Karin Kramer. Er verlangt 5.000 Euro pro Blatt. Benny bringt das Geld aus dem Verkauf zu einem Geldeintreiber eines Kredithais und wird von der Polizei festgenommen. Er gesteht, beim Diebstahl der zehn Gebote von Lara erwischt worden zu sein; es kam zu einem Streit, bei dem Lara von der Treppe zu Tode gestürzt ist. Das vierte fehlende Stundenblatt hatte ebenfalls Benjamin entwendet.

## Produktion und Hintergrund
Die Dreharbeiten fanden vom 26. September bis zum 21. Oktober 2022 unter dem Arbeitstitel Steirerkunst in der Steiermark statt. Drehorte waren unter anderem das Augustiner-Chorherrenstift Vorau, die Seeuferpromenade in Stubenberg und das Schloss Herberstein. 
Produziert wurde der Film von der Allegro Film (Produzenten Helmut Grasser und Gabi Stefansich), beteiligt waren der Österreichische Rundfunk und die ARD (ARD Degeto), unterstützt wurde die Produktion vom Fernsehfonds Austria und Cinestyria Filmcommission and Funds.
Die Kamera führte Peter von Haller, die Musik schrieb Roman Kariolou, die Montage verantwortete Julia Drack und das Casting Nicole Schmied. Das Kostümbild gestaltete Brigitta Fink, das Szenenbild Maria Gruber, den Ton Dietmar Zuson und das Maskenbild Karoline Strobl und Tünde Kiss Benke.

## Veröffentlichung
Am 12. September 2023 wurde der Film auf Flimmit veröffentlicht. Die Erstausstrahlung im ORF erfolgte am 19. September 2023.
Im Ersten wurde der Film am 24. Oktober 2024 erstmals gezeigt.

## Rezeption

### Kritiken
Martin Gasser meinte in der Kleinen Zeitung, dass das Spektakulärste an diesem nicht allzu inspirierten Krimi der Drehort sei. Man ahne nach 30 bis 40 Minuten, wer Täter ist, und der Fall schleppe sich bis zum Finale dahin, dafür gebe es einige gute Schauspieler wie Harald Schrott und Dorka Gryllus zu sehen.
Oliver Alexander lobte auf quotenmeter.de die Kameraarbeit von Peter von Haller, diese sei allerdings eine der wenigen gelungenen Aspekte des Films. Ansonsten funktioniere dieser weder als packender Krimi noch als atmosphärisches Charakterstück.
Susanne Bald befand die Folge auf prisma.de als nicht besonders spannend, vieles sei zu offensichtlich. Das Spannendste sei der Drehort, der ein bisschen für Im Namen der Rose-Atmosphäre sorge. Und auch Spuren von The Da Vinci Code seien enthalten. Dass der Film am Ende aber doch für angenehme Unterhaltung sorge, sei, neben den prominenten Gaststars, vor allem Sascha Bergmanns sarkastischen Bemerkungen und Frotzeleien mit Anni Sulmtaler zu verdanken.
Tilmann P. Gangloff meinte auf evangelisch.de, das die Episode neben der verzwickten Geschichte nicht zuletzt durch die sehenswerte Bildgestaltung von Peter von Haller beeindrucke.
Volker Bergmeister vergab auf tittelbach.tv drei von sechs Sternen. Die Geschichte plätschere eher müde dahin, und die Dialoge zwischen den Ermittlern wollten diesmal nicht so recht zünden. Die Folge sei deutlich einer der schwächeren Krimis der Reihe.
Oliver Armknecht (fünf von zehn Punkte) befand auf film-rezensionen.de dass das Setting atmosphärisch sei, die Dynamik der Figuren stimme. Ansonsten sei der Film aber wenig erwähnenswert, da aus diversen Themen zu wenig gemacht werde und die Auflösung eher willkürlich sei.

### Quote
Die Erstausstrahlung im ORF im September 2023 erreichte bis zu 692.000 und durchschnittlich 658.000 Zuseher, der Marktanteil betrug 26 Prozent.
Bei der Erstausstrahlung von Steirerschuld im Ersten am 24. Oktober 2024 verfolgten in Deutschland insgesamt 5,71 Millionen Zuschauer die Filmhandlung, was einem Marktanteil von 23,3 Prozent entsprach.